# دانيال أمارتي
دانيل أمارتي (بالإنجليزية: Daniel Amartey)‏ (مواليد 21 ديسمبر 1994) هو لاعب كرة قدم غاني يلعب حاليًا لصالح نادي ليستر سيتي الإنجليزي..

## إحصائيات
آخر تحديث 26 يونيو 2013.
| النادي  | النادي     | النادي                 | الدوري | الدوري  | الكأس      | الكأس      | القارة | القارة  | المجموع | المجموع |
| الموسم  | النادي     | الدوري                 | الظهور | الأهداف | الظهور     | الأهداف    | الظهور | الأهداف | الظهور  | الأهداف |
| السويد  | السويد     | السويد                 | الدوري | الدوري  | كأس السويد | كأس السويد | أوروبا | أوروبا  | المجموع | المجموع |
| ------- | ---------- | ---------------------- | ------ | ------- | ---------- | ---------- | ------ | ------- | ------- | ------- |
| 2013    | يورغوردينس | الدوري السويدي الممتاز | 23     | 0       | 6          | 1          | —      | —       | 29      | 1       |
| 2014    | يورغوردينس | الدوري السويدي الممتاز | 11     | 0       | 1          | 0          | —      | —       | 12      | 0       |
| المجموع | السويد     | السويد                 | 34     | 0       | 7          | 1          | 0      | 0       | 41      | 1       |

## روابط خارجية
- دانيال أمارتي على موقع الاتحاد الأوربي (الإنجليزية)
- دانيال أمارتي على موقع اتحاد تركيا (لاعب) (الإنجليزية)
- دانيال أمارتي على موقع قاعدة بيانات كرة القدم.إي يو (الإنجليزية)
- دانيال أمارتي على موقع ناشيونال فوتبول تيمز (الإنجليزية)
- دانيال أمارتي على موقع Soccerbase.com (لاعب) (الإنجليزية)
- دانيال أمارتي على موقع Soccerway.com (الإنجليزية)
- دانيال أمارتي على موقع عالم كرة القدم.نت (الإنجليزية)
- دانيال أمارتي على موقع AS.com (الإسبانية)

- صفحة اللاعب على موقع الدوري السويدي
- صفحة اللاعب على موقع الاتحاد السويدي لكرة القدم